# Gevallen engelen
Gevallen engelen is een hoorspel naar het blijspel Fallen Angels (1925) van Noël Coward. Het werd vertaald door Yvonne Keuls en de TROS zond het uit op woensdag 21 januari 1976, van 22:46 uur tot 23:55 uur. De regisseur was Bert Dijkstra.

## Rolbezetting
- Sjoukje Hooymaayer (Julia Sterrol)
- Coen Flink (Fred Sterrol)
- Ellen de Thouars (Saunders)
- Marijke Merckens (Jane Banbury)
- Allard van der Scheer (Willy Banbury)
- Peter Aryans (Maurice Duclos)

## Inhoud
Julia en Jane zijn boezemvriendinnen in huwelijken die op monotonie zijn uitgedraaid. Maar ze hebben nog iets anders gemeen. Zo’n jaar of tien geleden, alvorens ze trouwden, hadden ze beiden een koortsachtige relatie met een minzame Fransman, Maurice Duclos. En nu ontdekken ze dat Maurice naar Londen komt en van plan is even aan te lopen bij zijn oude vlammen. O, nee! O, ja! O, wow…